# 尊孔国民型华文中学
尊孔国民型华文中学（简称尊孔华中）是位於馬來西亞吉隆坡的一所国民型华文中学。

## 简史
1906年，清朝两广总督派刘士骥到南洋视学，在吉隆坡倡议兴办学堂。陆佑、陈秀连、张郁才、何小褚等社会贤达，积极响应，租借金榜亚答街3间新屋为校舍，创立尊孔学堂，后称尊孔学校。翌年5月24日，正式开学，自此定为校庆日。
1918年，购得位于八达岭山巅校地一块，校地信托人为张郁才、朱嘉炳、叶隆兴、刘良颜。1920年，四合院新校舍落成使用。
1942年，日軍南侵，校务停顿，校舍被占据作为日军军部。1946年，小学部、初中部陆续复课。翌年，高中部复课。
1958年，遵循马来亚独立后的教育体制，尊孔学校正式分开成为两间行政独立的「尊孔中学」及「尊孔国民型华文小学」，尊孔学校校长余思庆继续担任尊孔中学校长。尊孔华小于1965年迁至位于新街场路的新校舍。
1962年5月1日，尊孔中学董事会向教育部申请改制，批准后从申请日期起生效。尊孔中学易名为尊孔国民型华文中学（简称尊孔华中），成为一所接受政府津贴，由教育部管理的社区民办中学。余思庆继续担任校长至1964年底退休（1949-1964）。
1969年，尊孔中学举行首届学校运动会。1971年，尊孔华中增授商科，同年理科亦改为纯理科。1972年，吉隆坡尊孔独立中学迁入新校舍上课。尊孔华中因人数激增，分上下午班上课。同年，本校图书馆亦经董事部同意，装置冷气设备。
1974年，第三学期假期内，家长教师协会在湖滨公园竞走，为尊孔华中图书馆筹募扩充基金。终于在年底完成了能够容纳70位同学的图书馆，并增设一架冷气机。
1976年5月24日，尊孔华中70周年校庆。学校当局及校友会于23日举行校友回校日，并于24日晚在美轮酒店文华殿设盛宴，让尊孔子女欢聚一堂，在宴会里赠送纪念盾给在校服务超过20年的教师。
1987年，在这十年来，尊孔华中不断发展，成为一间A级中学，学生人数增至2000名左右，上下午班共有48班。
1990年1月24日，马来西亚教育部公函批准吉隆坡尊孔独立中学在斜坡外重建新楼。不过新楼需提供3间科学实验室、卫生间、食堂及2间多元增用途课室给尊孔华中使用。
1991年5月25日，本校举行新建电脑室开幕仪式，由尊童先进罗浮团代表云逢镖先生移交钥匙予董事长丘志明先生。本校电脑室及一切设备是尊童先进罗浮团及尊孔男女童子军团筹募捐献。6月22日，雪隆尊孔校友会、吉隆坡尊孔独立中学、吉隆坡尊孔国民型华文中学及尊孔国民型华文小学家协会在雪兰莪中华大会堂举办联欢晚宴，以庆祝母校85周年纪念。
1996年7月，尊孔独中新校舍开始启用。本校董事会、家协及全体师生在董事长拿督郑福成局绅的领导下，前前后后为尊孔独中筹募建校基金超过       RM 1，500，000。本校获分配的是处在底层2楼及以下的食堂，厕所与五间空房（没有科学实验室）。五间房已改为生活技能科工作室（2间），图书馆（2间）及电脑室（1间）。进出口室车道至底层二楼停车处。拆除大楼的生活技能科工作室，改为教师停车位及一个警卫亭。搬迁及美化/冷气化教师办公室，设立视听室。恢复由于尊孔独中建校，被迫暂停五年余的体育活动。11月15日，中五毕业典礼暨颁奖礼。
1999年3月，成立华乐团。3月19日，本校成功主办“萌芽”音乐晚会，并成立口琴学会。
2001年9月，成立武术团。10月26日及27日，本校举办嘉年华会，筹得RM 39，861.65。全部用于添置电脑设备。
2002年8月25日，本校在湖滨公园举办义跑筹款。在董家教及社会人士努力下，筹得RM 76，758.26。12月，校舍屋顶全部更换，内外墙壁重新修补及粉刷，损坏的门窗翻新，课室里的黑板以白板取而代之。这一切，除了有赖于上述两个款项外，董事长丹斯里拿督郑福成局绅也自费填补陷地及修补墙壁裂痕。同时协助向首相署申请拨款。
2003年7月13日，本校在湖滨公园举办义跑筹款，目的是课室冷气化。总共筹得RM 127，109.75。9月，开始冷气化工程。
2004年1月5日，全校课室已拥有冷气设备。
2006年3月26日，本校联合吉隆坡尊孔独立中学和尊孔国民型华文小学在湖滨公园举办百年校庆万人行。5月21日，华中，独中，小学及雪隆尊孔校友会联合前往陆佑墓园，举行隆重的公祭仪式。7月1日，在大运酒店举办尊孔百年校庆及教师节联欢晚宴。本校也借此机会颁发纪念品于在本校服务十年以上的教职员及本届董家教理事。
2006年8月18日，董事会执行顾问郭金棠先生主持展览会开幕仪式及“学校行政精明化系统”（School Management System）推广礼。同日至20日，尊孔百年校庆展览会及校友回校日。
2007年6月22日，马来西亚华人公会、达南发展商以及尊孔华中联席会议。出席者包括拿督斯里黄家定部长、拿督庄祷融州议员、拿督邓诗汉州议员、丹斯里拿督郑福成局绅及郭金棠先生。6月27日，收到新校舍草拟绘测蓝图，地点位于武吉加里尔，新校舍将拥有3座5层楼的建筑物，面积为3.8英亩。7月4日，绘测师及董家教成员一行人到武吉加里尔参观新校舍建筑场地。9月1日，本校获联邦直辖区教育局拨款翻新与美以美男子中学相对的篱笆。9月2日，电脑室迁至学校大楼楼上的4SM教室。
2008年2月27日，马来西亚华人公会总会长拿督斯里黄家定见证了吉隆坡尊孔国民型华文中学与达南发展集团进行校地转移签约仪式。
2009年5月24日，尊孔华中校友联谊会成立。5月27日，尊孔华中校友会联同董事会捐赠40架新电脑予本校，该校友联谊会也捐赠本校一架滤水机。6月28日，校友联谊会举办的千人宴在尊孔独中礼堂圆满举行，其目的是庆祝校友回校叙旧。拿督翁诗杰部长通过电子媒体建议重修并美化建筑物，也答应将筹募基金以便实现本校迁校计划。11月，“尊孔四季”出版。12月，维修和粉刷校舍--董事会、家教协会、校友联谊会赞助维修经费。
2010年5月，董事会赞助防白蚁系统与滤水器，校友陈良基送给母校6台冷气机，并安装广播系统。6月，家协、校友联谊会与学校装置奖杯橱窗。7月，全校电脑化教学安装完毕。7月10日，“把根留住”千人宴在尊孔独中礼堂圆满举行。7月14日，本校举办电脑教学推介礼。11月3日，第48届中五毕业典礼及推介2010年“尊孔四季”。
2011年，校友拿督翁诗杰成功获得首相署拨款总额RM 100，000供给学校作维修校舍用途。6月1日，楼上礼堂地板、三间副校长室、教室隔音板、教员休息室及食堂厕所作全面维修。6月8日，尊孔独中建遮雨棚。10月7日，尊孔校园遮雨棚启用仪式。10月28日，第四十九届中五毕业典礼。
2012年5月24日，举办校庆晚宴。7月28日，精武体育会联合阿顺哥盆菜举行慈善晚宴，捐出RM 25，000予本校。9月4日，教育部拨款RM 800，000供给学校作维修校舍用途。9月30日，全校师生为“2012年林连玉行”筹得RM 13，500。
2013年9月4日，获得由教育部拨款RM 500，000 ，作为维修校舍的经费。
2015年1月15日，水灾捐款活动。3月18日，董事会、家教协会以及校友会协助翻新舞台。6月4日 三楼新校舍正式动工。12月，教育部拨款RM 600，000 供维修校舍用途。
2016年 三层楼新校舍启用：一楼扩大的化学实验室及男女厕所，二楼教师室，三楼美术室、辅导室及回教徒祈祷室。旧教师室改为多用途的书轩。5月29日，于独立中学礼堂举行110周年校庆午宴，筵开97席，董事会成功筹获约RM 400，000 充作维修校舍各项用途。

2017年  楼上礼堂天花板修复和增建楼上卫生间。9月12日，尊孔华中举行礼堂美化竣工仪式，由董事长丹斯里郑福成主持开幕仪式。

## 外部連結
- 绿草的天空 （页面存档备份，存于）